# Тібор Капу
Капу Тібор (угор. Kapu Tibor; 5 листопада 1991, Вашарошнамень) — угорський інженер-механік, космонавт. Другий угорець у космосі після Берталана Фаркаша.

## Біографія
Закінчив факультет машинобудування Будапештського університету технологій та економіки (Budapesti Műszaki és Gazdaságtudományi Egyetem), здобувши кваліфікацію інженера-конструктора. Свою професійну кар'єру розпочав у фармацевтичній промисловості, згодом працював над розробкою акумуляторних систем для гібридних автомобілів. Пізніше працював у компанії Remred Space Technologies, де брав участь у проєктах, пов'язаних із радіаційним захистом для космічних місій.
7 березня 2023 року був обраний одним із чотирьох фіналістів другого набору угорських астронавтів у межах програми HUNOR (Hungarian to Orbit) та увійшов до складу національного корпусу професійних космонавтів Угорщини. У квітні 2023 року пройшов курс фізичної підготовки, а в липні того ж року взяв участь у тижневих навчаннях з виживання на суші, організованих Академією підготовки сержантського складу Збройних сил Угорщини.
25 червня 2025 року Тібор Капу здійснив свій перший космічний політ у складі екіпажу місії Axiom Mission 4 (Ax-4) на борту космічного корабля SpaceX Crew Dragon під назвою Grace. Запуск було здійснено з майданчика Космічного центру Кеннеді (штат Флорида, США). Через 28 годин після старту корабель успішно зістикувався з Міжнародною космічною станцією (МКС).